# Groove de Greenville
Le Groove de Greenville (Greenville Groove en anglais), est une ancienne franchise de la NBA Development League, ligue américaine mineure de basket-ball créée et dirigée par la NBA. L'équipe était basée à Greenville (Caroline du Sud).

## Historique
L'équipe était l'une des huit premières qui ont participé au premier championnat NBA Development League en 2001.
Durant la saison 2001, l’assistante coach Stephanie Ready est la première femme membre d'un staff d'une équipe professionnelle masculine nord américaine.

## Palmarès
- NBA Development League : 2002

## Entraîneurs successifs
- 2001-2002 :  Milton Barnes
- 2002-2003 :  Tree Rollins

## Joueurs célèbres ou marquants
- Kenny Gregory